# Lasiopogon flammeus
Lasiopogon flammeus är en tvåvingeart som beskrevs av Cannings 2002. Lasiopogon flammeus ingår i släktet Lasiopogon och familjen rovflugor.
Artens utbredningsområde är North Carolina. Inga underarter finns listade i Catalogue of Life.